# قانون اصلاحی اداره مهاجرت آمریکا (۲۰۰۲)
قانون اصلاحی اداره مهاجرت آمریکا (انگلیسی: Enhanced Border Security and Visa Entry Reform Act of 2002) قانون ایالات متحده آمریکا است که پیگری موضوع مهاجرت در این کشور را دنبال می‌کند.

## شرح قانون
به موجب این قانون دولت ایالات متحده، اداره مهاجرت آمریکا (INS) را تأمین مالی می‌کند، موکداً سفارش دارد تا تمام داده‌های اطلاعاتی داخلی اداره مهاجرت (INS) به اشتراک گذاشته شود و با یکدیگر ارتباط برقرار نمایند و با سیستم "Chimera" (سیستمی مبتنی بر زیست‌سنجی) به بهبود اشتراک اطلاعات بپردازند، متمم دیگری نیز مربوط به صدور ویزا است که برای بازرسی و پذیرش بیگانگان تنظیم شده‌است؛ که حاوی مقرراتی است که برای توانایی کنترل مرزها حیاتی است از جمله:
- بر اساس یک الزام اداره مهاجرت (INS) تمام پایگاه‌ها و داده‌های اطلاعاتی داخلی خود را به هم متصل می‌کند، به طوریکه تمام اطلاعات مربوط به یک فرد بیگانه بایک جستجوی سریع قابل دسترسی باشد.
- یک الزام قانونی برای سازمانهای انتظامی فدرال و سازمانهای اطلاعاتی است که با اداره مهاجرت(INS) و وزارت امور خارجه آمریکا اطلاعاتشان را به اشتراک می‌گذارند.
- الزامی است که تمام اسناد مسافرتی و ورودی، از جمله ویزا، که توسط ایالات متحده برای بیگانگان صادر می‌شود با دستگاه خوانده شود و در برابر تهاجم مقاوم بوده و دارای شناسنامه استاندارد زیست‌سنجی باشد.

## اصلاح قانون مهاجرت
تقریباً هشت ما بعد از واقعه حمله تروریستی ۱۱ سپتامبر در تاریخ ۱۴ مه ،۲۰۰۲ جرج دبلیو بوش لایحه افزایش امنیت مرزی و اصلاح قانون ویزای ورودی را امضا کرد. این قانون جدید توسط اکثریت قاطع دو جناح دموکرات و جمهوریخواه در هر دو مجلس کنگره ایالات متحده آمریکا و مجلس سنای ایالات متحده آمریکا به تصویب رسید، این لایحه در ابتدا توسط سناتورهای دموکرات دایان فاینستاین، جون کیل، ادوارد کندی و سم براونبک و نمایندگان جمهوریخواه جیمز سنسنبرنر و جرج گیکاس آورده شد و مورد تأیید قرار گرفت که نشان دهنده جامع‌ترین واکنش نسبت به قوانین مهاجرت در برابر تهدیدات تروریسم در آمریکا بود.